# Новое Качаево
Новое Качаево (эрз. Од Кшуманця) — село в Большеигнатовском районе Мордовии. Входит в состав Вармазейского сельского поселения.

## География
Расположено на речке Барахманке, в 10 км от районного центра и 38 км от железнодорожной станции Оброчное.

## История
Название-антропоним: в переписи мордвы Алатырского уезда (1671) упоминается Пиргуш Кочаев. В «Списке населённых мест Симбирской губернии» (1863) Новое Качаево — деревня удельная из 25 дворов Ардатовского уезда. В 1930 году в селе был организован колхоз «Заветы Ильича», с 1996 г. — СХПК (специализация — молочное животноводство, овцеводство). В современном селе — средняя школа, филиал центральной районной библиотеки, Дом культуры, 2 магазина, медпункт.

## Население
| 2002 | 2010 |
| ---- | ---- |
| 263  | ↘227 |

Национальный состав
Согласно результатам Всероссийской переписи населения 2002 года, в национальной структуре населения мордва-эрзя составляли 85 %.

## Источник
- Энциклопедия Мордовия, Р. Н. Бузакова.